# Кафолікон

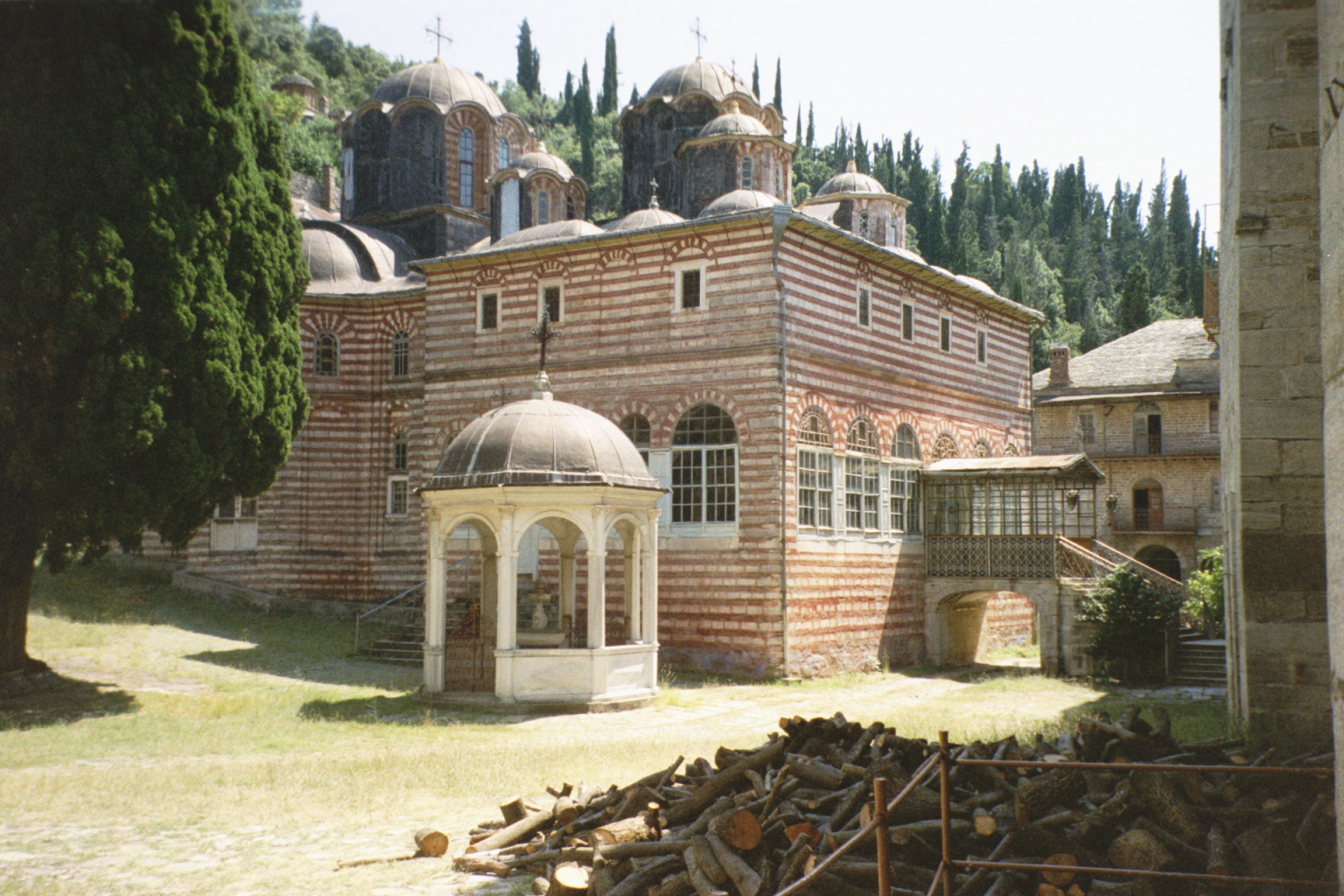
Кафолікон монастиря Зограф на горі Афон, Греція

Кафоліко́н (католіко́н; грец. καθολικόν — «головний, загальний [храм]») — у сучасній Греції головний (соборний) храм монастиря або монастирського комплексу.
Нерідко в монастирях існує декілька невеликих храмів, що органічно доповнюють кафолікон. Кафолікон зазвичай присвячено головному святому, святому — покровителю монастиря.
У добу Пізньої Античності та на початку Середньовіччя кафоліконом називали основне приміщення церкви.